# Movimiento Democrático Popular (Chile)
El Movimiento Democrático Popular (MDP) fue una coalición política de izquierda chilena creada el 20 de septiembre de 1983 y disuelta el 26 de junio de 1987. Estuvo conformada por el Partido Comunista de Chile, PS-Almeyda y el Movimiento de Izquierda Revolucionaria (MIR), más facciones de la Izquierda Cristiana y el MAPU. Su primer presidente fue el socialista Manuel Almeyda.

## Historia

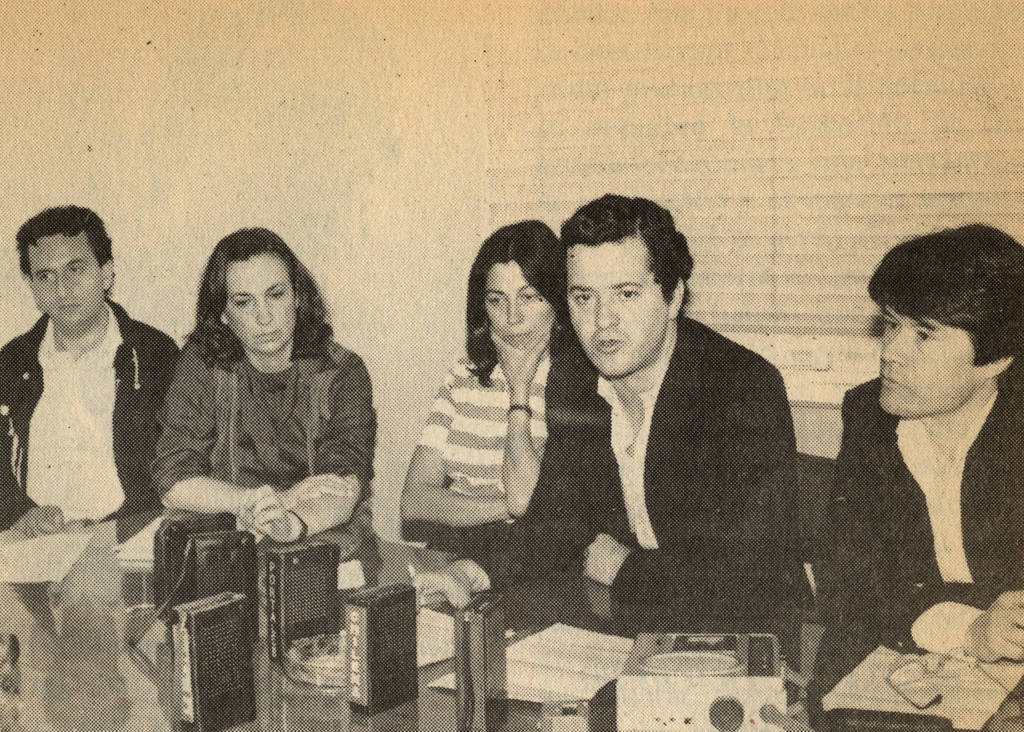
Conformación del Movimiento Democrático Popular (MDP), septiembre de 1983.

Sus orígenes se remontan al Llamamiento a la Unidad y al Combate de 1982, firmado por Clodomiro Almeyda (PS), Luis Corvalán (PCCh), Andrés Pascal (MIR) y Anselmo Sule (radical de izquierda, quien no contó con la autorización de su partido). Este documento afirmaba que el camino para terminar con la dictadura militar era «la lucha de masas, la unidad de la izquierda y el desarrollo de las más diversas formas de combate que expresen la rebeldía popular».
El motivo de su creación fue organizar la oposición de izquierda a la dictadura militar que no adhirieron a la centrista Alianza Democrática (hegemonizada por la DC). El MDP encabezó las llamadas Jornadas de Protesta Nacional impulsadas por la oposición a la dictadura militar del general Augusto Pinochet, a la vez que participó activamente en la reconstrucción de los movimientos sociales de pobladores, estudiantes y trabajadores.  Desde su aparición, el MDP se mostró como un opositor acérrimo al régimen y exigió su término de inmediato y un acuerdo general con la Alianza Democrática para establecer un gobierno provisional sin exclusiones.
En agosto de 1984 políticos, juristas, empresarios y civiles que apoyaban a la dictadura militar, entre ellos Jaime Guzmán, Andrés Chadwick, Simón Yévenes y Pablo Longueira, requirieron al Tribunal Constitucional de Chile, el cual declaró la inconstitucionalidad de este movimiento el 31 de enero de 1985. Pese a la sentencia, el MDP siguió subsistiendo en la semiclandestinidad.
El MDP se autodisolvió en junio de 1987 al ser creado un nuevo referente de izquierda, Izquierda Unida.